# Самуель Кубуру
Самуель Абдул Кубуру Кано (ісп. Samuel Abdul Cuburu Cano, нар. 20 лютого 1928) — мексиканський футболіст, що грав на позиції півзахисника, зокрема, за клуб «Пуебла», а також національну збірну Мексики. Чемпіон Мексики.

## Клубна кар'єра
У футболі дебютував 1947 року виступами за команду клубу «Пуебла», кольори якої захищав протягом чотирьох сезонів. 
З 1953 по 1956 роки виступав за команду «Сакатепек», разом з якою став чемпіоном Мексики.

## Виступи за збірну
1949 року дебютував в офіційних матчах у складі національної збірної Мексики. Протягом кар'єри у національній команді провів у її формі 3 матчі.
Був присутній в заявці збірної на чемпіонаті світу 1950 року у Бразилії, але на поле не виходив.

## Титули і досягнення
- Переможець Чемпіонату НАФК: 1949
- Чемпіон Мексики (1):

«Сакатепек»: 1954-1955